# ANZ Bank New Zealand
Die ANZ Bank New Zealand Limited (ANZ), mit Sitz in Wellington, ist das derzeit mit Abstand größte Bankunternehmen in Neuseeland und Tochterunternehmen der australischen Australia and New Zealand Banking Group Limited.

## Geschichte
Die Geschichte des Unternehmens, dessen Muttergesellschaft ihren Ursprung in der 1835 unter der Royal Charter in London gegründeten Bank of Australasia hatte, begann am 23. Oktober 1979 mit seiner Gründung in Neuseeland unter dem Namen ANZ Banking Group (New Zealand). Die Muttergesellschaft hatte sich sieben Jahre zuvor aus der Fusion der ANZ Bank und der English, Scottish and Australian Bank Limited 1970 gebildet und die ANZ Bank ihrerseits entstand aus der Fusion der Bank of Australasia und der Union Bank of Australia im Jahr 1951.
Nach einigen weiteren Zukäufen auch in Neuseeland, erfolgte dann schließlich im Jahr 2003 von der Australia and New Zealand Banking Group der Kauf der National Bank of New Zealand, die sich seinerzeit im Besitz von Lloyds TSB befand. Damit wurde die ANZ die unangefochtene Nummer eins auf dem neuseeländischen Bankenmarkt. Am 26. Juni 2004 überführt man die National Bank of New Zealand in die zwei Tage später in ANZ National Bank umbenannte Tochtergesellschaft. Am 30. Oktober 2012 erhielt die Bank dann ihren heutigen noch gültigen Namen durch Umbenennung.